# Parodontidae
Parodontidae (пародонові) — маловідома родина харациноподібних (Characiformes), яка містить невелику групу одних із найцікавіших прісноводних риб Південної Америки. Раніше пародонові вважалися підродиною Hemiodontidae, але згодом було з'ясовано, що ці дві групи риб не є тісно пов'язаними, й була визнана окрема родина Parodontidae.
3 роди:
- Apareiodon  Eigenmann, 1916
- Parodon  Valenciennes, 1850
- Saccodon  Kner, 1863

Представники родини поширені на більшій частині Південної Америки та на сході Панами, виняток становлять лише головне русло Амазонки, деякі райони на атлантичному узбережжі Бразилії, Патагонія, високогір'я Анд.
В Бразилії ці риби відомі як «canivetes» або «charutos», в інших країнах Латинської Америки — як «virolitos», «rollizos» тощо.
Пародонові мають веретеноподібне тіло. Зазвичай виростають до 10-15 см завдовжки, а найбільші види можуть досягати 20 см стандартної (без хвостового плавця) довжини. Грудні плавці розширені й орієнтовані в горизонтальній площині. Вважається, що вони допомагають рибам тримати положення на швидкій течії, а добре розвинені черевні плавці дозволяють їм міцно прикріплюватися до субстрату, переважно кам'янистого. Характерними ознаками є відсутність тім'ячка та нижній рот зі слабо розвиненою або відсутньою верхньою губою. Передщелепні кістки великі й дуже рухливі. Зуби пристосовані до зскрібання водоростей з каміння. Характер зубів традиційно використовується для ідентифікації родів родини. Жирова повіка відсутня. 35–43 луски в бічній лінії.
Біологія Parodontidae майже невідома. Це бентосні риби, що мешкають у гірських потоках на висотах від 100 до 1100 м. Часто зустрічаються на течії. Поведінка та репродуктивна біологія Parodontidae не вивчені.
Через дрібні розміри пародонові не мають харчового значення, проте місцеві рибалки використовують їх як наживку. Не мають комерційного значення й як акваріумні риби.